# 大奧：女將軍與她的後宮三千美男
《大奧：女將軍與她的後宮三千美男》，2010年的日本電影，由松竹株式會社製作改编自大奥漫画的〈吉宗篇〉，組合嵐成員二宮和也（飾演水野祐之進）和柴崎幸（飾演德川吉宗）主演。这是一部男女地位颠倒的江户幕府时期的大奥片。

## 剧情概要
幕府時代，發生了一種只感染男性的傳染病「赤面疱瘡」，造成當時男性人口急遽減少，原本由男性擔任的粗活需由女性擔當，甚至幕府將軍也改由女性出任。
贫穷武士家的长子，水野祐之進，喜欢青梅竹马的药材批发商的继承人阿信，但因身份地位的不同而不能结合，故决定进入大奥谋份差事。水野進入大奥后不久，年仅七岁的第七代将军家繼去世，纪州德川吉宗继任为八代将军。吉宗上任後迅速罢免了先代将军的所有侧用人，推行简朴节约的政治主张。
水野被御年寄藤波提升为御中臈。在八代将军第一次踏入大奥的早礼上，水野如藤波所料的被吉宗看上，被定为将军的“内证之方”。而“内证之方”因被认为是伤害将军处子之身的大罪人，因此會在侍寝完毕的十日后被私下处以斩刑。吉宗在知道水野即将有处死以及其有心上人的事实后，在处决执行当天使计将水野救出并让其离开大奥。

## 主要角色
| 演員         | 角色       | 簡介 |
| 二宮和也     | 水野祐之進 | 贫穷旗本 家的儿子。为前来借种的女性免费提供精子的美男子。喜欢青梅竹马的阿信，却因两人之间的身份差距而死心。在大奥中，被称呼为“水野”。初入大奥时，被分配到御三间，后被提升为御中臈。和吉宗初次见面后，被定为“内证之方”。後被吉宗使計救出並離開大奧，改名為進吉的町人，和青梅竹馬阿信再次相會。 |
| 柴咲幸       | 德川吉宗   | 就任八代将军的女性。生性俭朴，继任将军前只着棉制外褂。女名为“信”。 |
| 堀北真希     |            | 水野的青梅竹马，药材批发商田嶋屋的女性继承人。喜欢水野祐之進。 |
| 大倉忠義     | 鶴岡       | 表使。得松岛喜爱的青年，剑道高手。 |
| 中村蒼       | 垣添       | 吳服之間中的縫衣工，抽签得到为水野缝制羽織的职务。 |
| 玉木宏       | 松島       | 大奥御中臈。 |
| 倍賞美津子   | 水野賴宣   | - |
| 竹脇無我     | 水野之父   | - |
| 和久井映見   | 加納久通   | 在纪州时即为吉宗左右手的女性，御用取次。女名为“蜜”。 |
| 阿部貞夫     | 杉下       | 御三间。随着水野被提拔晋升至御广座敷。在大奥中待了十余年。 |
| 佐佐木藏之介 | 藤波       | 大奥总取缔、御年寄之首。 |
| 細田よしひこ | 瀨川       | - |
| 竹財輝之助   | 白河       | - |
| 松島莊汰     | 柏木       | 御中臈。在众位御中臈中最为出色，是最被看好的侧室人选。得藤波喜爱。 |

## 主題曲
- 嵐 「Dear Snow」